# Paul Tsongas
Paul Tsongas (Lowell, 1941. február 14. – Lowell, 1997. január 18.) az Amerikai Egyesült Államok szenátora (Massachusetts, 1979–1985).